# Jerbu pentadàctil de Síria
El jerbu pentadàctil de Síria (Scarturus aulacotis) és una espècie de rosegador de la família dels dipòdids. Viu a la part de Síria que es troba a l'oest de l'Eufrates, Jordània, la província turca de Kilis i l'extrem septentrional de l'Aràbia Saudita.

## Morfologia
Té una llargada de cap a gropa de 9,6-12,8 cm i la cua de 15,8-19,9 cm. Els peus fan 5,1-6,1 cm i les orelles en fan 3-4,2. El crani té una longitud condilobasal de 27,8-31,7 mm i una amplada zigomàtica de 21-23,2 mm. El segment dentat del maxil·lar superior fa 6-6,8 mm. Encara no se n'ha determinat el pes. El cap i el dors són de color marró grisenc, mentre que el pelatge ventral és blanc. La borla que té a l'extrem de la llarga cua és ampla, plana i tricolor, amb la zona basal de color ocre, una zona negra més llarga i la punta blanca. Els dits dels peus estan coberts de pèls blancs i suaus per la banda de sota. No se'n coneix el cariotip.

## Hàbitat i estil de vida
El jerbu pentadàctil de Síria habita paisatges àrids, sovint prop de uadis, les àrees herboses de les hamades i les zones sorrenques. És un animal nocturn. No se sap res del seu comportament ni de la seva alimentació. Tampoc no se sap gaire cosa de la seva reproducció. Se n'han observat cries durant el mes d'abril. Les ventrades es componen d'entre sis i nou cries.

## Sistemàtica
El jerbu pentadàctil de Síria fou descrit el 1840 pel zoòleg alemany Johann Andreas Wagner, que li donà el nom Dipus aulacotis. Més tard fou transferit al gènere Allactaga i després a Proallactaga, que ha resultat ser un sinònim més modern de Scarturus. Durant un temps fou considerat un sinònim de S. euphraticus o A. major. S. aulacotis és l'espècie germana de S. williamsi. No se n'ha descrit cap subespècie.

## Estat de conservació
La UICN encara no ha avaluat el jerbu pentadàctil de Síria.